# Milena (Schiff)
Die Milena war ein 1970 als Ferry Gold in Dienst gestelltes Fährschiff der griechischen Reederei GA Ferries. Sie stand von 1989 bis 2009 in griechischen Gewässern im Einsatz und wurde 2012 nach längerer Liegezeit im türkischen Aliağa abgewrackt.

## Geschichte
Die Ferry Gold wurde am 1. August 1969 unter der Baunummer 1143 in der Werft der Hayashikane Shipbuilding & Engineering Company in Shimonoseki auf Kiel gelegt und lief am 11. November 1969 vom Stapel. Nach der Ablieferung an die in Ōita ansässige Reederei Diamond Ferry am 29. Januar 1970 nahm sie im Februar 1970 den Fährbetrieb von Ōita nach Kōbe auf. Ihr Schwesterschiff war die ebenfalls 1970 in Dienst gestellte Ferry Pearl.
Nach 18 Dienstjahren wurde die Ferry Gold im Dezember 1988 an die griechische Reederei GA Ferries verkauft und in Milena umbenannt. Nach Umbauarbeiten in Perama nahm das Schiff 1989 den Dienst zwischen Griechenland und Italien auf. Im Verlauf seiner Dienstzeit stand es auf verschiedenen Routen im Einsatz. Seit Februar 2005 fuhr es zwischen Patras und Brindisi. 2006 charterte My Maritime Way die Fähre, die zuletzt seit Mai 2006 wieder für GA Ferries auf der Strecke von Patras über Kefalonia nach Igoumenitsa und Brindisi im Einsatz stand.
Seit dem 7. April 2009 war die Milena in Piräus aufgelegt. Sie kehrte nicht mehr in den aktiven Dienst zurück, da GA Ferries im September 2009 Insolvenz anmelden musste. Die nächsten zwei Jahren verbrachte das Schiff neben anderen ehemaligen Einheiten von GA Ferries in Piräus. Im September 2011 wurde die Fähre nach Eleusis verlegt, ehe sie im Dezember 2011 zum Abbruch in die Türkei verkauft wurde und am 31. Dezember 2011 bei den Abwrackwerften von Aliağa eintraf.